# 惡行之外
《惡行之外》（英語：Beyond The Sin）是一部2025年香港犯罪劇情動作片，由郭文奇執導，古天樂與林家棟主演，林嘉欣特別演出。電影由天下一電影製作，預算達1億港元，於2025年1月11日在中國大陸上映，香港及澳門則改為串流平台發行。

## 劇情
澳門司法警察刑偵組督察樂一言（古天樂 飾）原與妻子關寶瑜（林嘉欣 飾）及女兒樂嘉琪（林婷 飾）生活美滿，直至樂嘉琪被發現陳屍郊外，死狀悽慘。警方根據屍體DNA證據逮捕其同學邱俊文（林家熙 飾），樂一言因無法承受打擊辭去警職。未幾，澳門再現多宗少女兇殺案，手法相似，令樂一言質疑真兇是否仍逍遙法外。隨調查深入，案件牽涉智障少女叮噹（楊偲泳 飾）遭虐事件，並揭露連環殺手宋境南（林家棟 飾）為包庇兒子犯行而策劃的殘酷真相。  

## 演員
| 演員   | 角色   | 介紹                                                         |
| 古天樂 | 樂一言 | 警察，樂嘉琪父親，女兒殺害後離開警隊，被上司針對             |
| 林家棟 | 宋境南 | 殺手，邱俊文父親，表面心狠手辣，實有難言之忍                 |
| 張繼聰 | 吳孟達 | 警察，樂一言上司                                             |
| 王敏奕 | 貓仔   | 警察，樂一言下屬                                             |
| 車婉婉 | 邱淑嫻 | 宋境南妻子，邱俊文母親                                       |
| 孫佳君 | 莎莉   | 癮君子，叮噹母親，常虐打女兒                                 |
| 林家熙 | 邱俊文 | 毒販，宋境南的兒子，利用叮噹運毒，並常虐打之，殺害樂嘉琪兇手 |
| 楊偲泳 | 叮噹   | 智障人士，莎莉女兒，遭其長期虐打，被邱俊文利用運毒           |
| 林婷   | 樂嘉琪 | 樂一言、關寶瑜的女兒，遭殺害                                 |
| 陳紫萱 | 呂希蓉 | 反叛少女，呂一平女兒，因反叛問題而外出做援交，後遭殺害       |
| 鄧月平 | 張蘭   | 殘疾人士，於父親麵館幫忙，遭殺害                             |
| 林嘉欣 | 關寶瑜 | 特別演出，樂一言妻子，樂嘉琪母親                             |
| 鄭子誠 | 呂一平 | 區議員，和女兒關係並不和諧                                   |

## 製作
2021年4月29日，電影開鏡拍攝。

## 外部連結
- 惡行之外的Facebook專頁
- 惡行之外的Instagram帳戶
- 惡行之外的新浪微博
- 香港影庫上《惡行之外》的資料（繁體中文）
- 豆瓣电影上《惡行之外》的資料 （简体中文）
- 互联网电影数据库（IMDb）上《惡行之外》的资料（英文）